# Szászországi Mária Amália spanyol királyné
Szászországi Mária Amália (Krisztina Franciska Xavéria Flóra Walburga; Drezda, Szászország, 1724. november 24. – Madrid, Spanyolország, 1760. szeptember 27.), Spanyolország királynéja 1759. augusztus 10-től 1760. szeptember 27-én bekövetkezett haláláig III. Károly spanyol király hitveseként. Korábban Nápoly és Szicília királynéja volt 1738 júniusától 1759-es spanyol királynévá válásáig.
Szászországi és lengyelországi hercegnőként született, mint III. Ágost lengyel király (egyben szász választófejedelem) és Ausztriai Mária Jozefa legidősebb leánya. 1738-ban házasodott össze a nápolyi királlyal, Károllyal, akitől összesen tizenhárom gyermeke született, közülük heten érték meg a felnőttkort. Királynéként nagy befolyást gyakorolt az államügyekre, emellett számos építkezést is felügyült, amik közül kiemelkedik a casertai királyi palota építése.

## Élete

### Származása

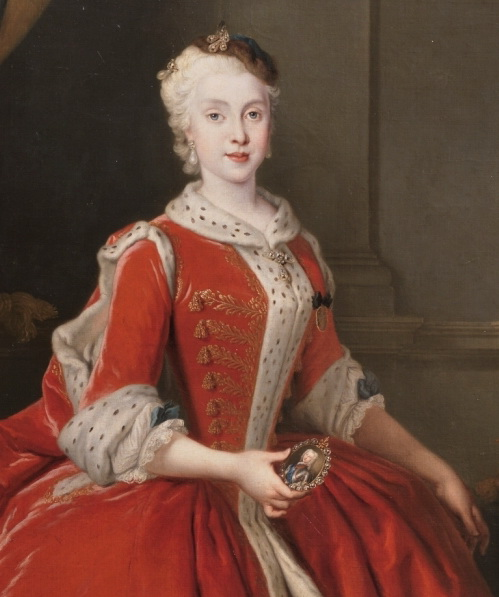
Mária Amália szász hercegnő, lengyel királyi hercegnő
(Louis de Silvestre festménye, 1738.)

Mária Amália lengyel királyi hercegnő, szász (választófejedelmi) hercegnő 1724. november 24-én született Drezdában, a Szász Választófejedelemség székvárosában.
Édesapja a Wettin-ház Albert-ágából való Frigyes Ágost szász trónörökös (1696–1763) volt, később III. Ágost néven lengyel király, II. Ágost lengyel királynak (Erős Ágost, 1670–1733) és a Hohenzollern-házból való Christiane Eberhardine von Brandenburg-Bayreuth porosz hercegnőnek (1671–1727), címzetes lengyel királynénak egyetlen (törvényes) fia.
Édesanyja a Habsburg-házból származó Mária Jozefa osztrák főhercegnő (1699–1757) volt, I. József német-római császár, magyar és cseh király (1678–1711) és Vilma Amália braunschweig–lüneburgi hercegnő (1673–1742) legidősebb leánya, Mária Terézia főhercegnő, a későbbi császárné unokanővére.
Szüleinek házasságából tizenöt gyermek született, a testvérek sorában Mária Amália hercegnő született ötödikként, a felnőttkort megélő leányok közül legidősebbként.
1. Frigyes Ágost Ferenc Xavér (1720–1721), kisgyermekként meghalt.
2. József Ágost Vilmos Frigyes Ferenc Xavér János Nepomuk (1721–1728), gyermekként meghalt.
3. Frigyes Keresztély Lipót János György Ferenc Xavér (1722–1763), aki 1763-ban Szászország választófejedelme lett.
4. Egy halva született leány (*/† 1723)
5. Mária Amália Krisztina Franciska Xavéria Flóra Walburga (1724–1760), 1738-tól III. Károly spanyol király felesége.
6. Mária Margareta Franciska Xaveria (1727–1734), gyermekkorában elhunyt.
7. Mária Anna Zsófia Szabina Angela Franciska Xaveria (1728–1797), aki 1747-ben III. Miksa bajor választófejedelemhez ment  feleségül.
8. Ferenc Xavér Albert Ágost Lajos Benno herceg (1730–1806), Lausitz grófja, Szászország adminisztrátora.
9. Mária Jozefa Karolina (1731–1767), aki 1747-től Lajos dauphinnek (XV. Lajos francia király elsőszülött fiának) felesége, majd XVI. Lajos, XVIII. Lajos és X. Károly francia királyok anyja lett.
10. Károly Keresztély József Ignác Eugén Ferenc Xavér (1733–1796), 1758–1763 között Kurland és Semgallen hercege.
11. Mária Krisztina Anna Terézia Salomea Eulália Franciska Xaveria hercegnő (1735–1782), csillagkeresztes hölgy, a remiremonti hercegi apátság főnökasszonya.
12. Mária Erzsébet Apollónia Kazimira Franciska Xaveria (1736–1818), csillagkeresztes hölgy.
13. Albert Kázmér Ágost Ignác Pius Ferenc Xavér (1738–1822), 1765-től Teschen hercege, 1780–1793 között Németalföld helytartója, aki Mária Krisztina főhercegnőt, Mária Terézia császárné leányát vette feleségül.
14. Klement Vencel Ágost Hubertus Ferenc Xavér (1739–1812), Trier hercegérseke és választófejedelme, Augsburg püspök-fejedelme (Fürstbischof).
15. Mária Kunigunda Dorottya Hedvig Franciska Xaveria Florentina (1740–1826) csillagkeresztes hölgy, Münsterbilsen kanonisszája, Thorn és Essen főapátnője.

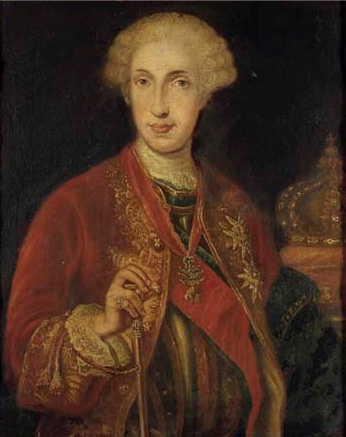
Férje, VIII. Károly nápolyi király, később III. Károly néven Spanyolország királya
(Anton Raphael Mengs festménye).

## Házassága, gyermekei

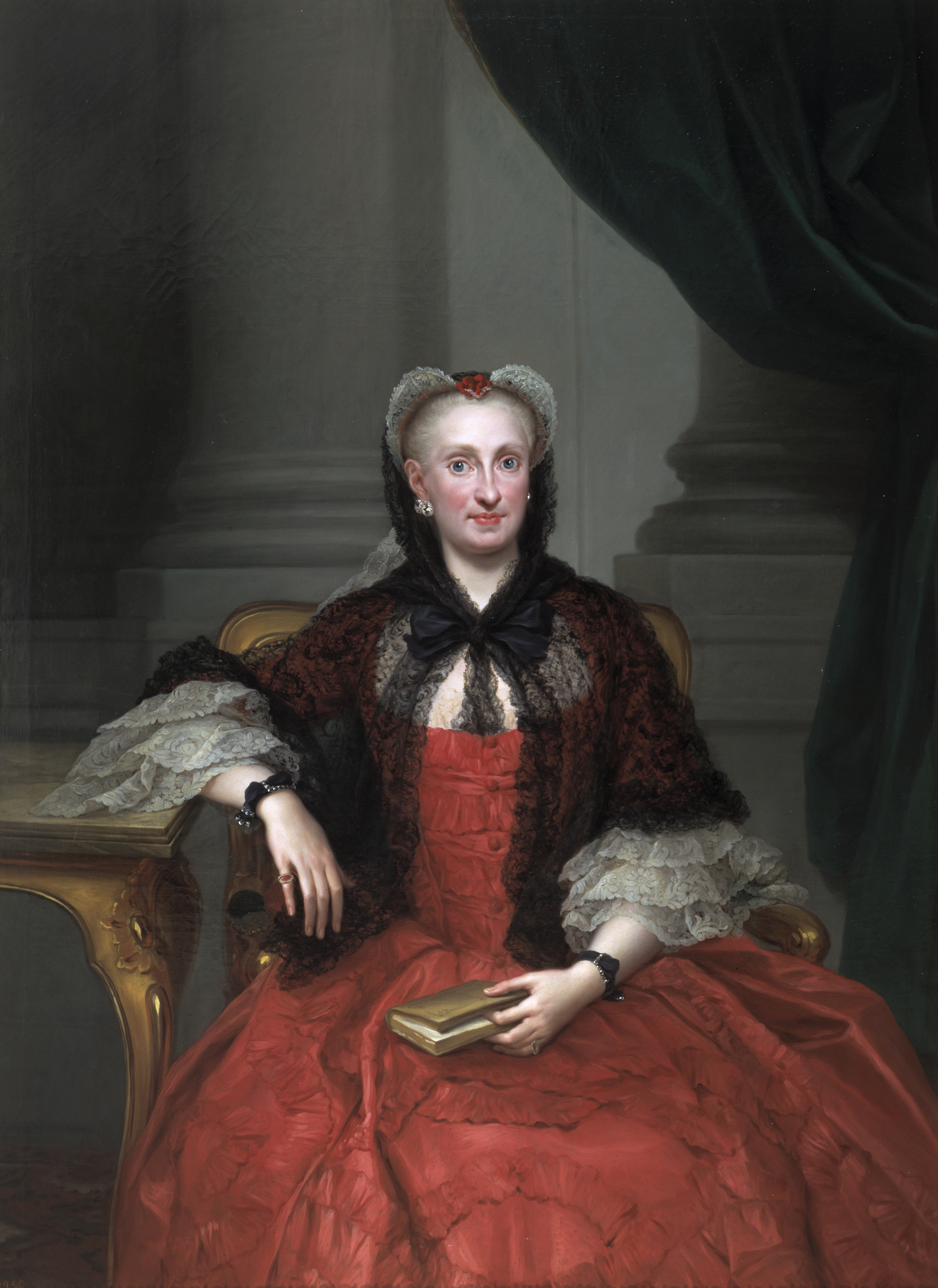
Mária Amália, Spanyolország királynéja (1759).

1738. június 19-én a 13 éves Mária Amália hercegnőt Pillnitzben képviselők útján (per procurationem) feleségül adták a Bourbon-házból való, 22 éves Károly spanyol infánshoz (1716–1788), V. Fülöp spanyol királynak (1683–1746) és második feleségének, Farnese Erzsébet pármai hercegnőnek (1692-1766) legidősebb fiához, aki ekkor (1734 óta) V. Károly néven a Szicíliai Királyság, és VIII. Károly néven a Nápolyi Királyság uralkodója volt. Mária Amália szász hercegnőből, lengyel királyi hercegnőből Nápoly és Szicília királynéja lett.
Mária Amália hercegnő 1738. július 4-én érkezett Nápolyba. Az esküvő után másfél évvel, 1740-ben a 15 éves királyné már megszülte első gyermekét, akit a következő 17 év alatt további 12 szülés követett. A 13 gyermekből azonban sokan meghaltak csecsemő- és kisgyermekkorban, csupán heten érték meg a felnőttkort, valamennyien spanyol infánsi/infánsnői címet viseltek.
- María Isabella I. (1740–1742), kisgyermekként meghalt.
- María Jozefa I. (*/† 1742), csecsemőként meghalt.
- María Izabella II. (1743–1749), gyermekkorban meghalt.
- Mária Jozefa (1744–1801) (Akkoriban a meghalt gyermekek keresztnevét gyakran adták a később megszületőknek).
- Mária Lujza (María Luísa de España, 1745–1792), később Mária Ludovika néven II. Lipót német-római császár felesége, magyar és cseh királyné.
- Fülöp Antal (Felipe Antonio, 1747–1777), Calabria hercege. Gyengeelméjűsége miatt kizárták a trónöröklésből.
- Károly (1748–1819), később IV. Károly néven spanyol király, aki 1765-ben Mária Lujza Bourbon–parmai hercegnőt (1751–1819) vette feleségül.
- Mária Terézia (1749–1750), kisgyermekként meghalt.
- Ferdinánd (1751–1825), később I. Ferdinánd néven nápoly–szicíliai király, a Bourbonok szicíliai ágának megalapítója, aki 1768-ban Mária Karolina Lujza főhercegnőt (1752–1814), Mária Terézia császárné leányát vette feleségül.
- Gábriel Antal (Gabriel Antonio, 1752–1788), aki Mária Anna Viktória portugál infánsnőt (1768–1788), I. Mária portugál királynő leányát vette feleségül.
- Mária Anna (María Ana, 1754–1755), kisgyermekként meghalt.
- Antal Paszkál (Antonio Pascual, 1755–1817), aki 1795-ben saját unokahúgát, Mária Amália de Borbón spanyol infánsnőt (1779–1798), bátyjának, IV. Károlynak leányát vette feleségül.
- Ferenc Xavér (Francisco Javier, 1757–1771), tizenévesként meghalt.

### Spanyolország királynéja
1746-ban apósa, V. Fülöp spanyol király elhunyt, trónját második fia, Károly infáns féltestvére, VI. Ferdinánd (1713–1759) örökölte. Mivel neki nem voltak gyermekei, Mária Amália férje, Károly infáns lett Spanyolország trónörököse. 1759. augusztus 10-én VI. Ferdinánd király gyermektelenül elhunyt, és Károly infáns örökölte Spanyolország trónját, III. Károly király néven. Mária Amália Spanyolország királynéja lett.
Madridba költöztek, III. Károlyt spanyol királlyá, Mária Amáliát királynévá koronázták. Mária Amália szervezetén azonban hamarosan elhatalmasodott a tüdőbaj, és koronázása után alig több, mint egy esztendővel, 1760. szeptember 27-én, 35 éves korában, a Madrid melletti Buen Retiro palotában meghalt.